# Cerro Ramadas
Cerro Ramadas är ett berg i Argentina, på gränsen till Bolivia. Det ligger i den norra delen av landet, 1 600 km nordväst om huvudstaden Buenos Aires. Toppen på Cerro Ramadas är 5 500 meter över havet, eller 230 meter över den omgivande terrängen. Bredden vid basen är 0,09 km. Cerro Ramadas ingår i Sierra de Hornillos.
Terrängen runt Cerro Ramadas är huvudsakligen kuperad. Trakten runt Cerro Ramadas är nära nog obefolkad, med mindre än två invånare per kvadratkilometer.. Det finns inga samhällen i närheten. 
Omgivningarna runt Cerro Ramadas är i huvudsak ett öppet busklandskap.